# Saskia Slegers

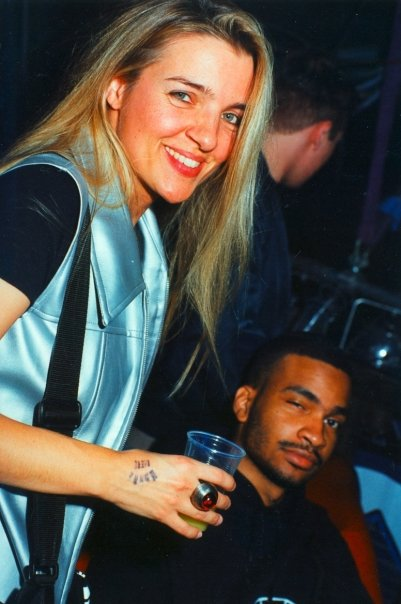
Saskia Slegers

Saskia Slegers (* 21. Juni 1962 in Eindhoven), besser bekannt unter ihrem Pseudonym Miss Djax, ist eine niederländische Musikproduzentin und DJ im Bereich Techno, Acid, Schranz und Hip-Hop. Sie betreibt das Plattenlabel Djax Records (Djax-Up-Beats). Djax soll nichts Konkretes bedeuten, aber das „X“ sei Slegers Lieblingsbuchstabe und erinnere  an Wax (englischer umgangssprachlicher Ausdruck für Vinyl), Trax (szeneinterne Schreibweise für „Tracks“) und Sex.

## Leben
1978 hatte Slegers unter dem Pseudonym Miss Djax ihren ersten Auftritt im Vox-Club in Eindhoven (Niederlande). In ihren ersten Jahren als DJ spielte sie Hip-Hop. 
1990 hatte sie ihren ersten Auslands-Gig, bei einer Party in Frankreich, 1992 wurde sie mit ihrem Auftritt an der Mayday in Berlin international bekannt. 1993 zeichnete das Szene-Magazin Frontpage sie als DJ des Jahres aus. Mehrmals kam sie in unterschiedlichen Ländern bei Abstimmungen und Umfragen in die Top Ten der internationalen DJs. Sie spielte bei Großveranstaltungen wie Loveparade, Mayday und Nature One.

## Djax Records
1989 gründete Slegers das Label Djax Records. Die erste Veröffentlichung war ein Album der holländischen Hardcore-Rapper 24K. Einige Monate später wurde das Sub-Label Djax-Up-Beats ins Leben gerufen und eine Single von Terrace herausgegeben. 1994 wurde Djax Records vom Szene-Magazin Frontpage als bestes internationales Label ausgezeichnet. 1997 erhielt Djax Records den holländischen Silver Star für das beste Plattenlabel und 1999 die Auszeichnung De Veer der holländischen Musikindustrie. MTV Europe nannte Djax Records eines der wichtigsten Labels der 1990er Jahre. Auf Djax-Up-Beats veröffentlichten unter anderem Felix da Housecat, Claude Young, Luke Slater, DJ Rush, Robert Armani und Steve Stoll. Nach dem Höhepunkt in den 1990er Jahren veröffentlicht Djax Records nach der Jahrtausendwende nur noch selten Platten, vorwiegend Slegers' eigene Produktionen.

## Diskografie

### Alben
- 2005: Miss Djax – Raw (Djax-Up-Beats)
- 2008: Miss Djax – Inferno (Djax-Up-Beats)

### Singles und EPs
- 1994: Miss Djax – X-Factor (Djax-Up-Beats)
- 1995: Miss Djax – Miss Djax vs. The World (Djax-Up-Beats)
- 1996: Miss Djax – Spin Machine (Djax-Up-Beats)
- 1997: Miss Djax – Doomsday (Djax-Up-Beats)
- 1997: Miss Djax – Spiderwoman (Djax-Up-Beats)
- 1997: Miss Djax – Moonranger (Djax-Up-Beats)
- 1998: Miss Djax – The Analog Sessions Of Darkness (Djax-Up-Beats)
- 1998: Miss Djax – The Analog Sessions Of Darkness (Djax-Up-Beats)
- 1998: Acid Junkies & Miss Djax – 303 (Djax-Up-Beats)
- 2005: Miss Djax – Sick Of U (Djax-Up-Beats)
- 2005: Miss Djax – Crack House (Djax-Up-Beats)
- 2008: Miss Djax – Headbangin’ (Djax-Up-Beats)
- 2008: Miss Djax – Hell’s Bells (Djax-Up-Beats)
- 2009: Miss Djax – Burnout (Djax-Up-Beats)
- 2010: Miss Djax & Human Resource – Respect (Djax-Up-Beats)
- 2010: Miss Djax & Human Resource vs. Marshall Masters – Stereo Destroyer (Djax-Up-Beats)
- 2011: Miss Djax – New Life (Djax-Up-Beats)
- 2011: Miss Djax – Forever (Djax-Up-Beats)

### Remixe
- 1996: Phuture – Times Fade (Miss Djax Space Mix)
- 1997: Windell Storm – Welcome To Chicago (Miss Djax Power Remix)
- 2006: DJ Rush – Dirty Fingernails (Miss Djax Remix)
- 2008: Mike NRG – Lost In Dreams (Miss Djax & Human Resource Remix)